# طال روسو
طال روسو (بالعبرية: טל רוסו‏) هو ضابط إسرائيلي، ولد في 27 سبتمبر 1959 في هولاتا في إسرائيل.